# 蒙斯圍城戰 (1572年)
1572年的蒙斯圍城戰（荷蘭語：Bezetting van Bergen）發生於1572年6月23日–9月19日間的西屬尼德蘭埃諾蒙斯，位於今日的比利時境內，屬八十年戰爭、1585年－1604年英西戰爭及法國宗教戰爭。 1572年春，拿騷的路易斯率領的新教徒部隊攻占瓦朗謝訥後，荷軍指揮官繼續發起攻勢，並於5月24日奇襲奪下蒙斯。但西軍在哈布斯堡尼德蘭總督阿爾瓦公爵（又名鋼鐵公爵）及其子法德里克·德·托萊多的率領下圍攻蒙斯三個月後，先後擊敗了讓·德·漢格斯特及奧蘭治親王威廉的部隊，迫使孤立無援的拿騷的路易斯部，最終於9月19日在蒙斯向阿爾瓦公爵投降。

## 背景
1572年5月初，荷蘭反抗軍領袖之一拿騷的路易斯，受到丐軍於4月1日攻佔布里勒的影響，以及在胡格諾派領袖加斯帕爾·德科利尼的支援下，率領德、英、蘇、法聯軍入侵西屬尼德蘭，並於5月21日拿下瓦朗謝訥。5月23日，拿騷的路易斯率領1,000名步兵及500名騎兵兵臨蒙斯城下，並紮營於該城周圍。摸透蒙斯城開門的時刻後，路易斯於隔日率騎兵突襲進入城內，隨後其餘部隊也擊敗了城內少數的西班牙守軍。路易斯控制蒙斯數天後，蒙哥馬利伯爵又率領4,500名步兵及騎兵前來增援。
當消息傳至西軍指揮部時，西屬尼德蘭總督兼西軍低地國總司令阿爾瓦公爵便派其子法德里克·德·托萊多率領4,000名士兵，與奇亞皮諾·維特利會師，欲聯手擊敗拿騷的路易斯並奪回蒙斯。6月23日，法德里克攻抵蒙斯，並對該城發起圍攻。此外，阿爾瓦公爵於6月初時率領西軍大部擊敗薄弱的新教守軍後重奪瓦朗謝訥，拔除了叛軍及其法國盟友的主要基地之一。
與此同時，奧蘭治親王威廉在德意志地區招募了14,000名步兵及3,000名騎兵。7月7日威廉率軍橫渡萊茵河，進入尼德蘭境內。

## 圍城

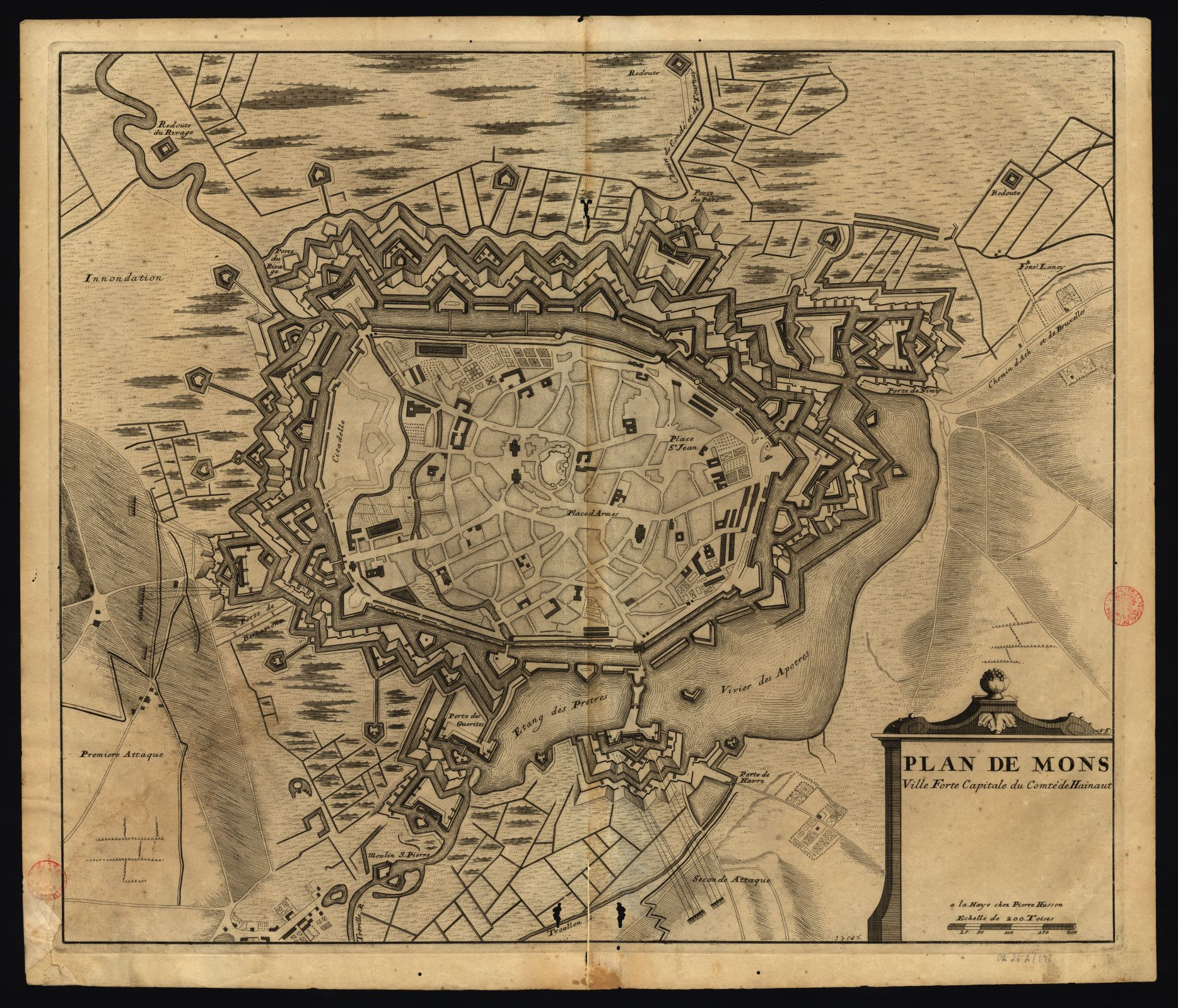
蒙斯要塞化城市的古地圖

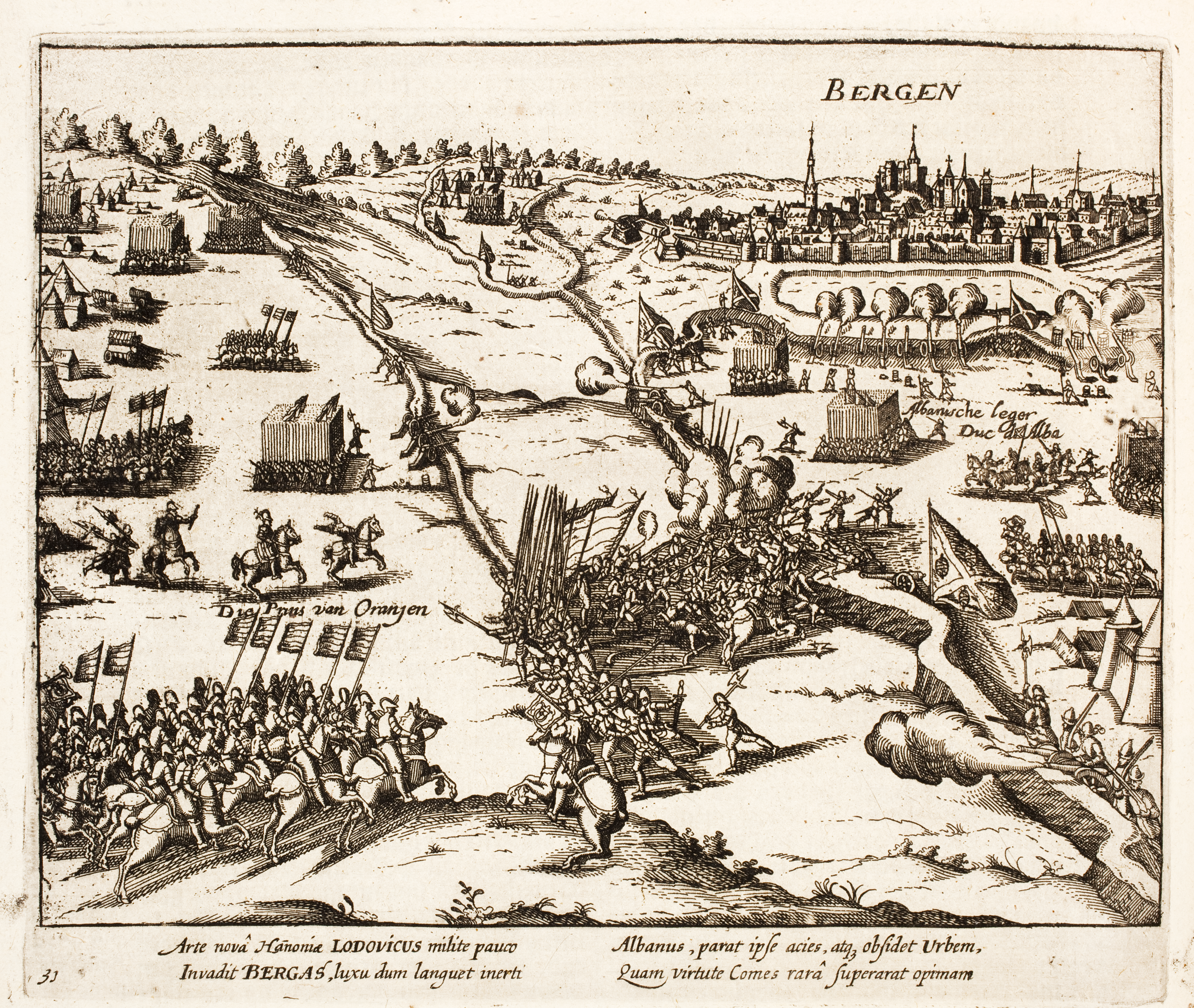
1572年阿爾瓦公爵費爾南多·阿爾瓦雷斯·德·托萊多圍攻蒙斯（Siege of Mons by Fernando Álvarez de Toledo, Duke of Alba, 1572），博爾（Bor）《荷蘭戰爭（Nederlantsche Oorloghen）》

拿騷的路易斯得知其兄的進展，便派遣伊沃伊及讓利（Genlis）領主讓·德·漢格斯特前往法國請求增援。後讓利領主領主於七月中率10,000人再次跨越邊境，向蒙斯進軍。路易斯發訊給讓利領主，催促其盡速與其兄奧蘭治親王威廉會師，但讓利領主忽視這項訊息，並向西軍陣線推進與對抗。

### 聖吉斯蘭戰鬥
7月19日，讓利領主及其部隊在蒙斯附近一處圓形平原紮營。唐·法德里克注意到讓力的到來，便派遣4,000名步兵、1,500名騎兵及3,000名武裝村民前去應對。讓利領主出出一支分隊前去偵查，但在見到西軍的推進後，便全速撤回法軍營地。他們哭喊道「唐·法德里克·德·托萊多正向我們而來...」西軍騎兵在諾卡梅斯的菲利普率領下毫不猶豫的全速追擊法軍，步兵也緊隨其後，而後方則由唐·貝爾納迪諾·德·門多薩率領的騎兵掩護。這次進攻讓法國胡格諾派部隊陷入恐慌，隨後西軍步兵便粉碎了法軍。西軍取得完全勝利，而讓利領主的部隊則是徹底潰敗。約2,000名法國士兵死傷，另有700人被俘，當中包括70名貴族與軍官。法軍指揮官漢格斯特也遭俘擄，並被關到了安特衛普的戰俘營。波巴迪拉的弗朗西斯科·阿里亞斯上尉很榮幸擔任將勝利消息傳達給西王腓力二世，因為他在戰鬥中證明自身貢獻。
與此同時，奧蘭治親王率領新的部隊持續向蒙斯推進。7月23日，奧蘭治親王的部隊奪取魯爾蒙德後發生兵變，之後於8月27日獲得部分荷蘭伯國城市的付款承諾後，繼續橫渡默茲河向迪斯特、登德爾蒙德、奧德納爾德及尼韋勒等地推進。

### 聖巴托羅繆紀念日
8月11日，加斯帕爾·德科利尼在法王查理九世的授權下，寫信給親王表達到，預期將很快向尼德蘭地區進軍。然而，身處法國的查理九世卻失去勇氣，擔憂他若堅持進行為支援胡格諾派與荷蘭新教徒，而對尼德蘭發起的入侵，會導致西班牙入侵法國並激起天主教徒的叛亂。如此的結果便是發生了8月23日的聖巴托羅繆大屠殺。當消息傳至尼德蘭時，大大影響了新教徒部隊，尤其是位於蒙斯的「拿騷的路易斯」部，他們當中大部分都是胡格諾派。而西軍陣營裡則是用篝火與燈飾來慶祝，天主教徒甚至在聖彌額爾聖古都勒主教座堂歌唱頌歌向「最信奉基督教的法國國王」致敬。
九月初，阿爾瓦公爵唐·費爾南多帶著援軍抵達蒙斯，並接管了指揮權。奧蘭治親王持續向尼德蘭地區推進，部分城市與村莊出於恐懼被迫開城讓其借道，但也有如魯汶這樣的城市拒絕奧蘭治親王部隊進城以交換補給。9月10日，奧蘭治親王的部隊抵達蒙斯附近，阿爾瓦公爵得知此事後便部署其部隊以對抗可能的襲擊。

### 奧蘭治親王威廉的部隊

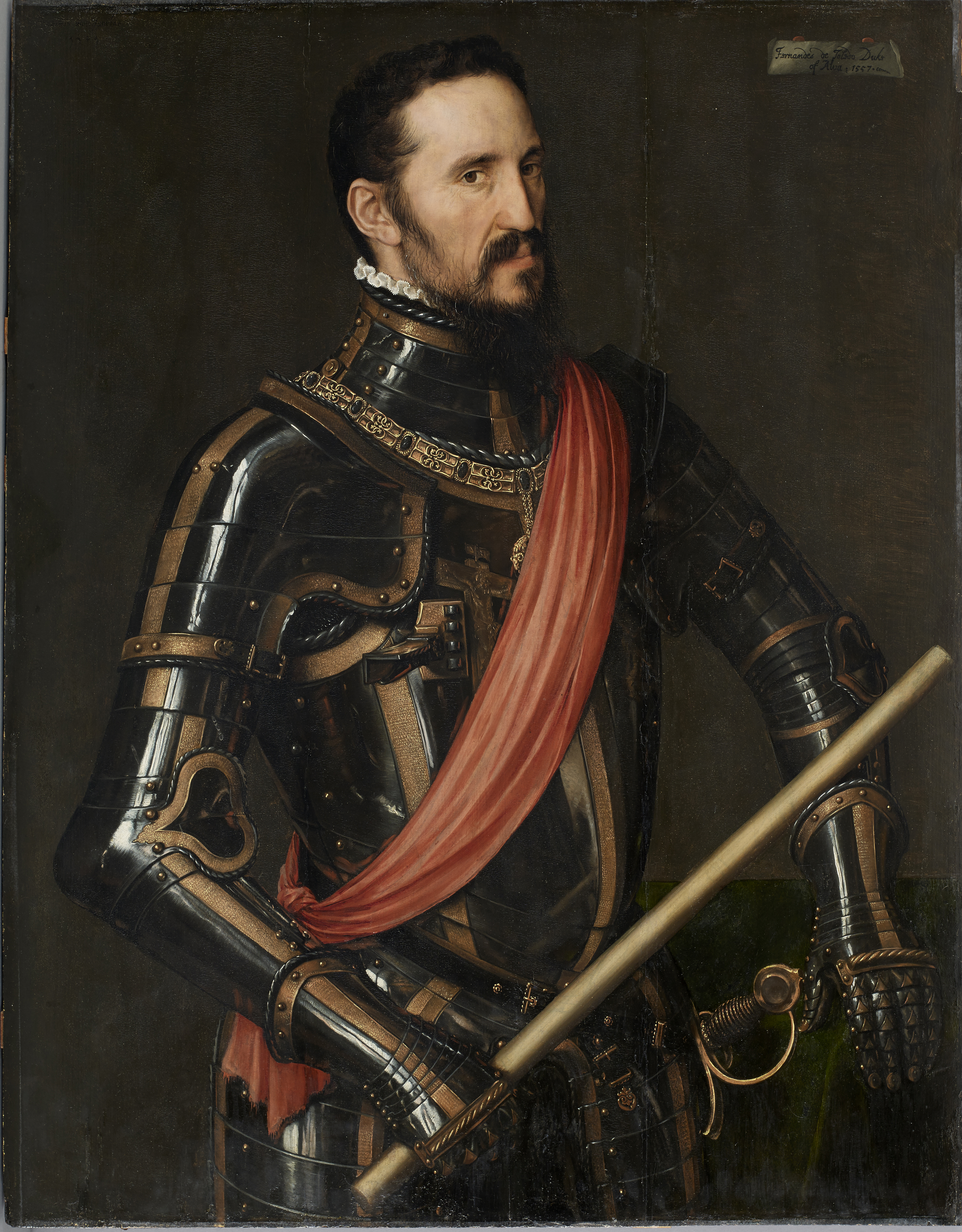
唐 (尊稱)阿爾瓦公爵費爾南多·阿爾瓦雷斯·德·托萊多，《鋼鐵公爵》，安東尼斯·莫爾繪製

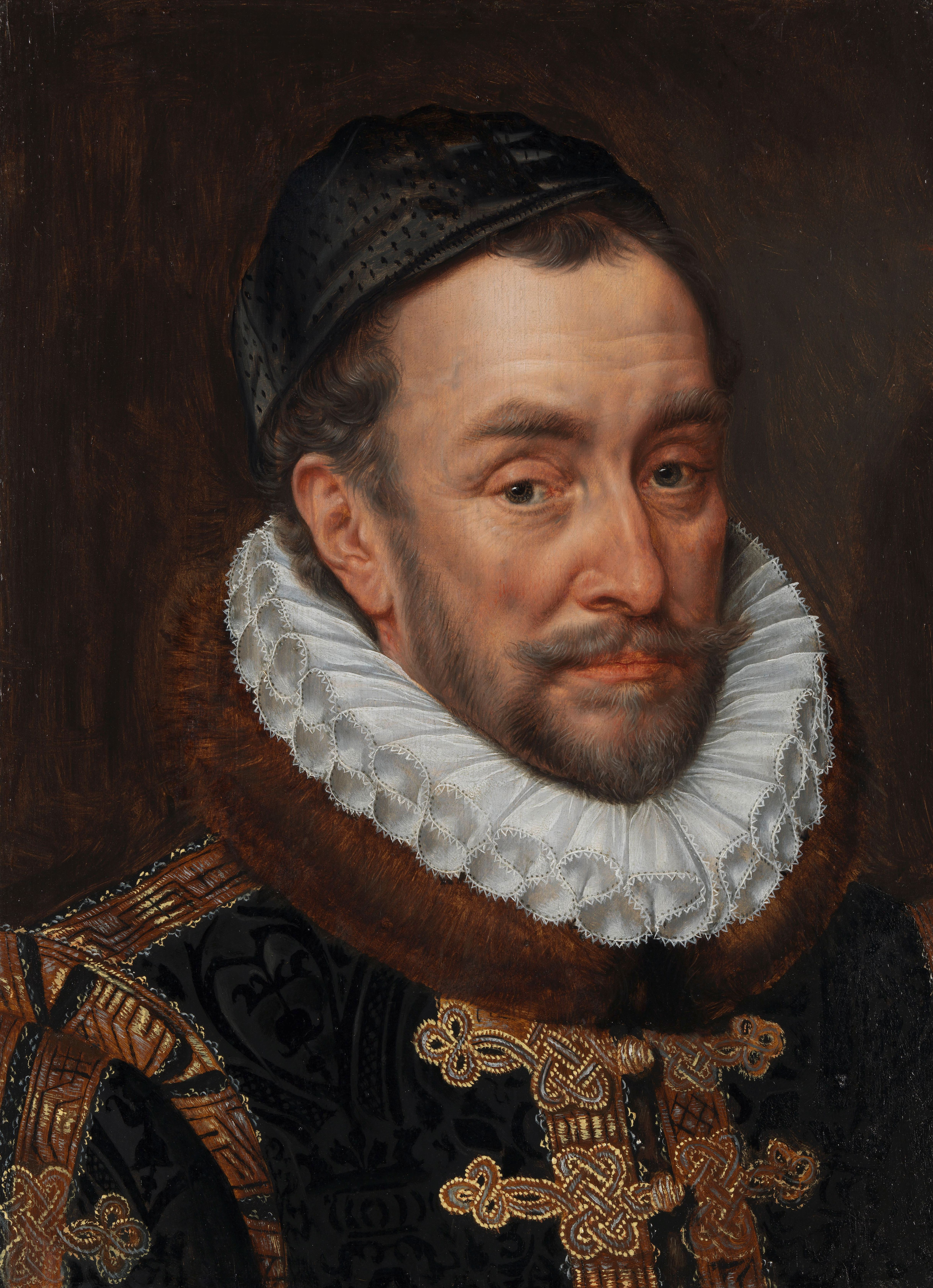
奧蘭治親王威廉，荷蘭起義領袖，阿德里安·托馬斯·基繪製

同日，奧蘭治親王的騎兵如預期般地攻擊西軍側翼，但遭阿爾瓦公爵、其子唐·法德里克及梅迪納西里公爵率領的第一線西軍以鉤銃擊退，奧蘭治親王的騎兵蒙受重大傷亡。進攻失敗後，奧蘭治親王撤至蒙斯附近的哈米尼斯。
9月11日晚間，西軍指揮官「坎波大師」朱利安·羅梅羅指揮600名火繩槍兵來到奧蘭治親王的營地，另有相同數量的火繩槍兵留在後方作為預備隊，與步兵及輕騎兵共同保障撤退路線。這場突襲中叛軍戰死600人，而希軍僅損失60人。西軍俘獲數以百計的馬匹，多數營帳及補給都遭破壞與焚毀。奧蘭治親王威廉此役也一度陷入沉睡中，但被睡其身旁的西班牙獵犬吼叫所救。
懷著沉重的心情，威廉寫信給其弟路易斯，講述了他淒涼的處境和無力解救蒙斯的情況。親王率軍撤往尼韋勒及梅赫倫，向萊茵河進軍，最終其部下多因缺乏薪水而叛變，向德意志方向散去。此後奧蘭治親王威廉隻身前往荷蘭省，當地是唯一仍真誠效忠他的省分。

### 投降
讓·德·漢格斯特率領的法國胡格諾派部隊被擊敗及奧蘭治親王撤軍後，拿騷的路易斯發現其在蒙斯的處境日益孤立。甚至麾下的法國胡格諾派部隊，也因支持法王發動聖巴托羅繆節大屠殺而發生叛變。9月19日，拿騷的路易斯於蒙斯向阿爾瓦公爵投降，荷西雙方隨後達成投降協議。

## 後果

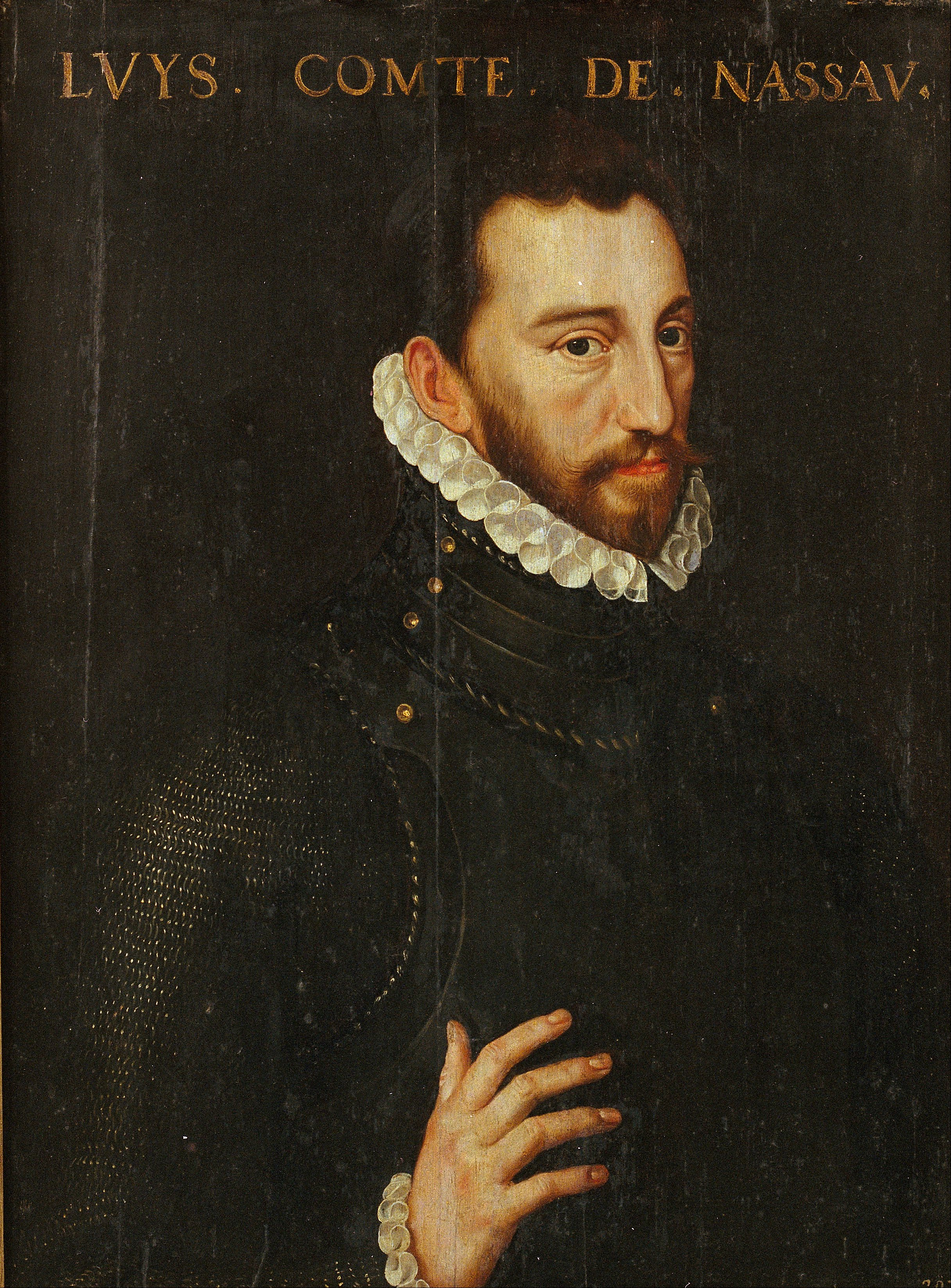
拿騷的路易斯畫像，阿德里安·托馬斯·基繪製

拿騷的路易斯受到阿爾瓦公爵、梅迪納西里公爵及唐·法德里克的接見，蒙斯也於9月21日進行撤離，接著阿爾瓦公爵於9月24日進入城內。而身為埃諾省總督的諾卡梅斯的菲利普接管了整座城市。
所有曾承認奧蘭治親王權威的城鎮，均重新效忠阿爾瓦公爵，當中有許多是害怕被報復所致。然而，阿爾瓦公爵進軍梅赫倫這座曾支援奧蘭治親王部隊且親王當時亦留有一小支守軍的城市時，為報復他們如此的行為並償還積欠西軍士兵的薪餉，阿爾瓦公爵向其子唐·法德里克率領的部隊下令，洗劫該城。
解決奧蘭治親王在南方的威脅後，阿爾瓦公爵派其子唐·法德里克前去鎮壓另外兩個叛亂省分：「海爾德蘭省」及「荷蘭省」。法德里克以奪取了海爾德蘭省的要塞化城市聚特芬作為首戰，接著在攻往阿姆斯特丹的路上，又於1572年11月22日逼降納爾登。

## 註腳

### 註解
1. ↑  另有16,000名士兵自北方趕來
2. ↑  另有來源認為是11,000名步兵及6,000名騎兵
3. ↑  接下來的幾天裡，被俘的人數來到4,000人以上
4. ↑  儘管他是位狂熱天主教徒，卻也將是次大屠殺是為暴行
5. ↑  阿爾瓦公爵為此特別氣憤

## 外部連結
- The Eighty Years War (1568-1648) （页面存档备份，存于）
- Los Tercios de Flandes by Juan Giménez Martín （西班牙語）

50°27′N 3°57′E / 50.450°N 3.950°E